# Назаренко Євген Олексійович
Євген Олексійович Назаренко (нар. 4 квітня 1989) — український журналіст, військовослужбовець 68 ОЄБр Збройних сил України, учасник російсько-української війни. Кавалер ордена «За заслуги» III ступеня (2018).

## Життєпис
Починаючи з 2014 року працював у найгарячіших точках Донбасу і висвітлював події на сході України. Автор сотень сюжетів з зони проведення АТО, згодом ООС.
У 2014 році служив у батальйоні «Дніпро-1».
Нині пресофіцер 68-ї окремої єгерської бригади.

## Нагороди
- орден «За заслуги» III ступеня (6 червня 2018) — за вагомий особистий внесок у розвиток вітчизняної журналістики, багаторічну сумлінну працю та високу професійну майстерність[4]